# Krążownik liniowy
Krążownik liniowy – klasa dużych okrętów artyleryjskich, która wykształciła się w okresie poprzedzającym I wojnę światową jako połączenie cech krążowników (duża prędkość) i pancerników (wielkość i uzbrojenie). Krążowniki liniowe zaliczane były obok pancerników do okrętów liniowych. W dawnym polskim piśmiennictwie nazywano je też „krążownikami bojowymi”.

## Narodziny
Koncepcja krążownika liniowego powstała na początku XX wieku w brytyjskiej Admiralicji, jako okrętu w zasadzie dorównującego uzbrojeniem pancernikom właśnie wprowadzanej nowej generacji drednotów, lecz znacznie szybszego. Szczególnym propagatorem tych okrętów był lord John Fisher. Chęć uzyskania większej prędkości spowodowała konieczność stosowania mocniejszych siłowni, które ważyły więcej. Aby zrekompensować ten ciężar, musiano zastosować znacznie słabsze opancerzenie i nieco słabsze uzbrojenie, niż na pancernikach. Okręt taki w założeniu miał niszczyć pancerniki i inne okręty ogniem artylerii z dużej odległości, a samemu unikać walki w niesprzyjających warunkach i zniszczenia, korzystając ze swojej przewagi prędkości. Miał przy tym być jednostką bardziej uniwersalną od pancernika, mogącą prowadzić działania rajderskie na liniach komunikacyjnych przeciwnika oraz działania rozpoznawcze na rzecz floty liniowej. Daleki zasięg, wysoka prędkość i silne uzbrojenie to cechy, dzięki którym okręt tej klasy nadawał się do prowadzenia skutecznej walki w działaniach zbrojnych z koloniami i o kolonie. Pierwsze okręty zbudowane według tej koncepcji to brytyjskie krążowniki liniowe (początkowo nazywane wielkimi krążownikami) typu Invincible, ukończone w 1908, których budowę prowadzono równocześnie z pierwszym pancernikiem nowej generacji, HMS „Dreadnought”.
Mimo swojej nazwy, krążowniki liniowe nie były zaliczane do klasy krążowników, lecz okrętów liniowych (ang. Battlecruiser, niem. Schlachtkreuzer, od cruiser / Kreuzer – krążownik). Od krążowników były znacznie potężniejsze, większe i różniły się konstrukcją, która była w zasadzie taka sama, jak pancerników. Zostały jednak tak nazwane dla podkreślenia ich jakościowej różnicy od pancerników i z uwagi na wypełnianie tradycyjnych zadań „krążowniczych” w postaci pływania w dalekich rejsach, zwalczania komunikacji morskiej i prowadzenia dalekiego rozpoznania. Koncepcja krążowników liniowych nie była całkowicie nowa, gdyż dla podobnych zadań były przewidziane budowane na przełomie XIX i XX wieku krążowniki pancerne, szybsze, ale słabiej opancerzone i uzbrojone od pancerników ówczesnej generacji przeddrednotów, natomiast silniejsze od zwykłych krążowników. Budowano także w tym okresie niektóre szybsze i słabiej opancerzone i uzbrojone pancerniki, jak rosyjski typ Pierieswiet i włoski Regina Elena.
Wielkością krążowniki liniowe nie ustępowały pancernikom, miały przy tym dłuższe i smuklejsze kadłuby, w celu uzyskania większych prędkości. Poza pierwszymi okrętami o wyporności 17 tysięcy ton, wyporność standardowa ogółu krążowników liniowych wahała się od 22 do 28 tysięcy ton. Ostatni i największy brytyjski krążownik liniowy – „Hood”, był w okresie międzywojennym największym okrętem na świecie (42 600 t). Siłownie montowane na krążownikach liniowych zapewniały im prędkość 25–28 węzłów, czyli co najmniej 4-6 węzłów więcej niż ówczesne pancerniki (drednoty). Ostatnie krążowniki liniowe osiągały prędkość do 31 węzłów.
Krążowniki liniowe nie okazały się jednak klasą udaną. Bardzo dobrze sprawdzały się w działaniach małych, szybkich zespołów przeciw słabszym okrętom – podczas bitwy pod Falklandami w 1914, brytyjskie krążowniki „Invincible” i „Inflexible” zniszczyły eskadrę niemieckich krążowników pancernych admirała von Spee. We flocie liniowej krążowniki liniowe stanowiły zazwyczaj straż przednią, awangardę w zespole i to one najczęściej nawiązywały walkę jako pierwsze. Wykorzystywane też były jako przednie jednostki rozpoznawcze, „szybkie skrzydło floty”; ze względu na swą dużą prędkość mogły oderwać się od napotkanych w trakcie rozpoznania pancerników i wrócić do zespołu nie ponosząc strat. W praktyce jednak, bitwa jutlandzka pokazała katastrofalne skutki użycia krążowników liniowych w składzie floty liniowej, kiedy to narażone były na starcie z okrętami równie silnie uzbrojonymi.
Krążowniki liniowe budowane były głównie w Wielkiej Brytanii oraz cesarskich Niemczech. Brytyjskie i niemieckie krążowniki liniowe odróżniały się specyfiką, gdyż brytyjskie okręty były typowo ofensywne – przy słabym opancerzeniu miały działa kalibru takiego, jak pancerniki, lecz w mniejszej ilości. Niemieckie okręty natomiast miały lżejsze działa, lecz były odporniejsze, przez co ich charakterystyki były bardziej zrównoważone. Poza tymi państwami jedynie Japonia zbudowała 4 udane okręty typu Kongō, według planów brytyjskich. Budowę serii krążowników liniowych rozpoczęto jeszcze przed I wojną światową w Rosji, a po wojnie w USA, lecz nie ukończono ich. Zanik tej klasy okrętów nastąpił wraz z zakończeniem I wojny światowej. Doświadczenia pierwszowojenne, przede wszystkim bitwa jutlandzka, wyraźnie ukazały niedostateczną odporność krążowników liniowych na ciosy, której nie kompensowała ich większa prędkość. Czerpiąc z tych doświadczeń, ostatnie krążowniki liniowe miały już coraz lepsze opancerzenie. Jedynym krążownikiem liniowym zbudowanym po I wojnie światowej, ale zaczętym jeszcze w jej trakcie, był brytyjski HMS „Hood”. „Hood” miał uzbrojenie i opancerzenie dorównujące ówczesnym pancernikom, tak więc klasy te zaczęły się coraz bardziej upodabniać.
Na skutek traktatu waszyngtońskiego z 1922, ograniczającego zbrojenia morskie, budowa nowych krążowników liniowych i dalszy rozwój klasy zostały przerwane, a trzy z nowo budowanych w USA i Japonii okrętów przebudowano na lotniskowce (USS „Lexington”, USS „Saratoga” i „Akagi”). Z drugiej strony, nowo budowane i modernizowane w latach 30. XX wieku pancerniki otrzymywały siłownie o większej mocy i zmniejszonym, w stosunku do poprzednich, ciężarze. Okręty te były w stanie osiągać prędkości rzędu 28 węzłów i większe. Nowe pancerniki były znacznie odporniejsze na trafienia i miały główną cechę krążowników liniowych – dużą prędkość.
W latach trzydziestych poddano również modernizacji nieliczne istniejące jeszcze krążowniki liniowe, które wzięły następnie udział w II wojnie światowej – były to brytyjskie okręty: „Hood”, „Renown” i „Repulse” oraz 4 japońskie okręty typu Kongō. Od połowy lat trzydziestych zaprzestano jednak poza Wielką Brytanią wyróżniać klasę krążowników liniowych, a japońskie jednostki przeklasyfikowane zostały na szybkie pancerniki. Także nowo budowane okręty nie były już klasyfikowane jako krążowniki liniowe, nawet, jeśli miały pewne ich cechy. Okrętami takimi przede wszystkim były francuskie pancerniki typu Dunkerque i niemieckie typu Scharnhorst z końca lat trzydziestych, które miały dużą prędkość, słabsze uzbrojenie i nieco mniejszą wielkość od ówczesnych pancerników, a Dunkerque także nieco słabsze opancerzenie. Czasami okręty te są nazywane krążownikami liniowymi, zwłaszcza w literaturze anglojęzycznej, nie jest to jednak prawidłowe określenie. Typ Dunkerque przy tym przeznaczony był do zwalczania niemieckich tzw. „pancerników kieszonkowych”, będących w istocie ciężkimi krążownikami.
Ostatnimi zbudowanymi okrętami nawiązującymi do koncepcji krążownika liniowego były amerykańskie krążowniki typu Alaska z lat 40., uzbrojone w 9 dział 305 mm i posiadające stosunkowo słabe opancerzenie. Okręty te klasyfikowane były jednak oficjalnie jako wielkie krążowniki (Large Cruisers) i miały więcej pokrewieństw konstrukcyjnych z powiększonymi krążownikami ciężkimi. Okręty o zbliżonych charakterystykach były projektowane pod koniec lat 30. także przez Niemcy (typy P i O), Japonię (typ B-65) i Holandię oraz w latach 50. przez ZSRR (wielkie krążowniki projektu 69 i 82), lecz żadne z nich nie zostały zrealizowane. Ostatnim istniejącym krążownikiem liniowym był turecki „Yavuz” – dawny niemiecki „Goeben”, pływający do 1971 jako okręt szkolny.

## Siła ognia
Siła ognia na okrętach tej klasy, podobnie jak w przypadku innych okrętów artyleryjskich, jest oceniana na podstawie ciężaru salwy burtowej, czyli sumy ciężaru wszystkich pocisków wystrzeliwanych z jednej burty. Artyleria główna na okrętach tego typu była na ogół nieco słabsza niż na współczesnych im pancernikach – mniejszego kalibru lub z mniejszą liczbą dział tego samego kalibru (np. brytyjski krążownik liniowy „Invincible” i pancernik „Dreadnought” miały odpowiednio 8 i 10 dział kalibru 305 mm, brytyjskie krążowniki liniowe typu Renown i pancerniki typu Revenge z 1916 – odpowiednio 6 i 8 dział kalibru 381 mm, niemiecki krążownik liniowy „Goeben” i pancerniki typu Kaiser z 1912 – odpowiednio 10 dział kalibru 280 mm i 10 dział kalibru 305 mm). Brytyjczycy stosowali działa kalibrów: 305 mm, 343 mm i 381 mm, Niemcy – 280 mm, 305 mm i 350 mm (nieukończone), Japończycy – 356 mm. Ostatnie amerykańskie, japońskie, rosyjskie i brytyjskie projekty krążowników liniowych miały mieć działa kalibru 406 mm, lecz nie doczekały się realizacji. Artyleria była umieszczona w dwudziałowych wieżach. W odróżnieniu od pierwszych drednotów, cała artyleria główna, dzięki jej rozmieszczeniu, mogła strzelać na każdą z burt (aczkolwiek w przypadku diagonalnie rozmieszczonych wież na śródokręciu we wczesnych krążownikach liniowych, ta możliwość okazała się teoretyczna, gdyż podmuch z luf niszczył pokład). Artyleria pomocnicza była taka, jak na ówczesnych pancernikach, umieszczano ją w kazamatach. W okresie międzywojennym zrezygnowano na większości okrętów z oddzielnej artylerii pomocniczej przeciwko okrętom i samolotom na rzecz uniwersalnej.

## Odporność
Odporność była zdecydowanie „piętą achillesową” krążowników liniowych. Okręty budowane z myślą, by być o kilka węzłów szybsze od konkurentów, w jakiś sposób musiały „opłacić” tę prędkość. Mocniejsze turbiny więcej ważyły i aby zachować odpowiednią, nie tylko prędkość, ale i pływalność okrętu, trzeba było coś z niego zdjąć. Oprócz artylerii, przede wszystkim redukcji w stosunku do pancerników uległo opancerzenie. Generalnie niemieckie krążowniki liniowe były nieco lepiej opancerzone niż brytyjskie, ale też w stopniu niewystarczającym.
Przykładowo, brytyjskie krążowniki „Repulse” i „Renown”, zbudowane w 1916 roku, posiadały opancerzenie o grubości do 152 mm na burtach, 127 mm na pokładzie i 279 mm na wieżach artylerii głównej, przy wyporności 32 000 ton (dopiero po modernizacji w 1926, grubość pancerza burtowego wzrosła do 229 mm). Dla przykładu, amerykańskie okręty liniowe typu Arizona z tego samego roku miały wyporność 33 384 tony i legitymowały się znacznie lepszym opancerzeniem mającym grubość do 356 mm burty, 178 mm pokład i 457 mm wieże. Podobnie, jeśli chodzi o opancerzenie, wyglądała sprawa w przypadku japońskich krążowników liniowych typu „Kongo”, zresztą angielskiego projektu: pancerz burtowy o grubości 203 mm, pokładowy 121 mm i artylerii 229 mm był dalece niewystarczający do walki z pancernikami.
W dramatyczny sposób wady krążowników liniowych ukazała bitwa jutlandzka 31 maja 1916, kiedy to od ognia artylerii niemieckich krążowników liniowych zostały zatopione na skutek eksplozji komór amunicyjnych trzy brytyjskie okręty tej klasy: „Indefatigable”, „Queen Mary” i „Invincible”. W bitwie tej zatopiony został również niemiecki krążownik liniowy „Lützow”. Dla porównania, w bitwie tej został zatopiony tylko jeden stary pancernik. Także HMS „Hood”, pomimo że miał wzmocnione opancerzenie w stosunku do starszych krążowników liniowych, został równie szybko zatopiony w słynnym pojedynku z „Bismarckiem” 24 maja 1941.
Jak widać, odporność na uszkodzenia była dalece niewystarczająca i była główną przyczyną zaniku tej klasy. Krążowniki liniowe były po prostu za słabo opancerzone, jak na okręty używane w praktyce do walki z najciężej opancerzonymi okrętami, czyli pancernikami. W latach trzydziestych, w związku z tą słabą odpornością, krążowniki przeszły pewną metamorfozę. Nie polegała ona na wzmocnieniu opancerzenia (z wyjątkiem okrętów „Renown” i „Repulse”), ale na zmianie przeznaczenia okrętów. Większość tych okrętów przystosowano do roli okrętów towarzyszących i eskortujących lotniskowce, wzmocniono uzbrojenie przeciwlotnicze i uzyskano dość udane okręty. Widać, że zrezygnowano z ich podstawowego przeznaczenia – walki z ciężkimi okrętami nawodnymi, uznając, że nie są w stanie sprostać temu zadaniu.

## Prędkość
Trzecim parametrem określającym siłę bojową okrętu jest prędkość. Pierwsze krążowniki liniowe, budowane przed I wojną światową, rozwijały prędkość 25 węzłów, podczas gdy ówczesne pancerniki osiągały 20-21 węzłów – była to więc wystarczająca przewaga. W miarę postępów techniki i doskonalenia siłowni turbinowych, prędkość wzrastała i osiągnęła pułap 27 węzłów, nawet do 32 węzłów (HMS „Hood”). Wspominane krążowniki liniowe „Repulse” i „Renown” rozwijały po zbudowaniu prędkość 30 węzłów, po przebudowie – prędkość 28,3 węzła, typu Kongo – na początku 27 węzłów, po przebudowie w latach trzydziestych 30 węzłów. Warto w tym miejscu dodać, że amerykańskie nowe okręty liniowe typu Iowa, zbudowane w 1944 roku, rozwijały prędkość 33 węzłów.
Ważniejsze starcia, w których brały udział krążowniki liniowe:
- bitwa pod Helgolandem (1914)
- bitwa koło Falklandów
- bitwa na Dogger Bank
- bitwa jutlandzka